# Heresiarches daedalus
Heresiarches daedalus là một loài tò vò trong họ Ichneumonidae.